# Borgo Vercelli
Borgo Vercelli – miejscowość i gmina we Włoszech, w regionie Piemont, w prowincji Vercelli.
Według danych na rok 2004 gminę zamieszkiwało 2158 osób, 113,6 os./km².
W miejscowości jest przystanek kolejowy Borgo Vercelli.